# Сокол (авиастроительный завод)
Авиастроительный завод «Сокол» — российская авиастроительная компания, расположенная в Нижнем Новгороде.
Районообразующее предприятие Нижнего Новгорода (вокруг него формировался Московский район). С 2022 года является филиалом ПАО «Объединённая авиастроительная корпорация». Из-за вторжения России на Украину компания находится под санкциями стран Евросоюза, США, Великобритании и ряда других государств

## История
Отмечается, что в разные годы предприятие носило разные названия: Завод № 21 им. А.С. Енукидзе ВСНХ, НКТП, Орденоносный завод № 21 им. С. Орджоникидзе НКОП, НКАП, МАП, п/я 200, Горьковский авиационный завод им. С. Орджоникидзе МАП, Р-6719, Нижегородский государственный авиационный завод (НГАЗ) «Сокол», ОАО «НАЗ «Сокол» .

### Строительство
В 1929 году Сормово и Канавино вместе с другими поселениями (Карповка, Бурнаковка, Костариха, Молитовка и др.) были включены в состав Нижнего Новгорода. Заречная часть Нижнего Новгорода во время индустриализации стала площадкой для строительства новых заводов и расширения старых.
21 октября 1929 года Совет Труда и Обороны СССР принял постановление о строительстве в Нижнем Новгороде авиационного завода № 21. Он должен был стать в то время не только самым «…значительным из всех существовавших в СССР авиазаводов, но и одной из крупнейших самолётостроительных единиц среди заграничных заводов».
Новый авиационный завод был построен на западной окраине города, в пустоши, в междуречье реки Левинка и её притока Берёзовки, в окружении многочисленных болот и лесов, между Костарихой и Сормовом, невдалеке от деревень Княжиха, Ратманиха и Горнушкино. В отличие от Горьковского автозавода, расположенного в 7 км южнее, запущенного с помпой и резонансом в это же время, предприятие было сразу же засекречено. Газеты про стройку ничего не писали. Корпуса завода были скрыты густыми зарослями деревьев и не были видны ни с железной дороги Москва — Горький, ни с Московского шоссе, по которым могли передвигаться иностранцы.
Из-за режима секретности внешне ничто не напоминало об истинном предназначении нового завода. Новоприбывшим рабочим говорили что они будут выпускать спецпродукцию, а те, кто были осведомлены, давали подписку о неразглашении. Авиазавод не подчинялся местным партийным и государственным органам, поэтому упоминаний о нём почти не встречается в архивах ни Горьковского обкома ВКП(б), ни облисполкома.
Официально строительство завода началось 2 мая 1930 года под руководством А. М. Муратова. 4 мая 1930 года в торжественной обстановке был заложен фундамент главного производственного корпуса. Одновременно со строительством завода утвердили программу застройки рабочего посёлка. Ввиду принятия Государственного мобилизационного плана «С-30» все работы по строительству были до предела форсированы и требовали колоссальных усилий. Предприятие должно было войти в строй действующих к 1 июля 1931 года. В итоге задача была решена.
В соответствии с календарным планом строительства в первую очередь возводили заготовительные и подготовительные цеха, во вторую — сборочные цеха, аэродромные сооружения, вспомогательные и обслуживающие здания. Опыт строительства завода № 21 использовался при строительстве других авиационных заводов. Завод проектировался на головной выпуск около двух тысяч самолётов в мирное время. Изначально предполагалось производить одноместный истребитель И-3, разведчик Р-5 и пассажирский К-5.
Официально авиазавод № 21 начал работу 1 февраля 1932 года, хотя многие корпуса и объекты ещё были не достроены. Первая очередь состояла из шести цехов (деревообрабатывающего, инструментального, медно-дюралевого, механического, слесарного и ремонтного) и сушилки авиационной древесины. Сооружения завода, возводившиеся в спешке первой пятилетки, зачастую не отличались высоким качеством. Например, 21 февраля 1934 года произошло ЧП. Рухнула крыша деревообрабатывающего цеха, обломками завалило все помещения на площади свыше 4 тысяч квадратных метров, два человека погибли, 10 получили ранения.
Первым директором завода в 1931-1932 гг. был назначен Павел Иванович Безруков. Конструкторский отдел завода был организован на базе специально образованного 7 марта 1931 года Московского филиала чертежно-конструкторского отдела завода № 21, который затем пополнялся выпускниками нижегородского техникума ГВФ (гражданского воздушного флота). Чертежно-конструкторский отдел, работники которого прошли стажировку и практику на московских авиазаводах и в КБ, переехал в Нижний Новгород после пуска предприятия, в апреле 1932 года. Для заграничных специалистов, работавших по контракту, ориентированных на нижегородский авиазавод, в 1933 году в центре города на пл. Театральной была построена гостиница «Интурист».
В качестве заводского аэродрома стал использоваться бывший городской аэродром, который находился севернее Московского шоссе. В целях секретности его предписывалось именовать «Учебный аэродром Осоавиахима». Для обслуживания аэродрома была построена лётно-испытательная станция.

### 1932—1941 годы
Первым самолётом, выпуск которого был налажен на 21-м заводе, стал истребитель-биплан И-5. В августе 1932 года на заводе был построен первый самолёт. В 1932 — первой половине 1934 года был произведён 661 самолёт И-5, ещё 20 истребителей были сделаны в учебном (двухместном) варианте. В процессе освоения производства завод столкнулся с большими трудностями: несоответствие плановых заданий реальным производственным возможностям, низкое качество комплектующих и сырья, нехватка и низкая квалификация рабочей силы. В итоге, качество самолётов оставляло желать лучшего. В 1933 году общий выпуск авиационных заводов СССР составил рекордное число: 4116 самолётов всех типов, большую часть из которых составляли бипланы Р-5 и У-2. При этом доля авиазавода № 21 составила всего 312 машин, то есть менее 8 %.
В 1934 году предприятие было названо в честь секретаря Президиума Центрального исполнительного комитета СССР Авеля Сафроновича Енукидзе. Но 7 июня 1935 года Енукидзе был исключён из партии с формулировкой «за политическое и бытовое разложение», а позднее, в 1937 году, арестован, обвинён в измене родине и шпионаже, а также в причастности к покушению на А. А. Жданова и расстрелян. Директору завода Мирошникову пришлось спешно озаботиться переименованием вверенного ему предприятия. В 1936 году предприятию было присвоено новое имя в честь Серго Орджоникидзе — «завод им. Орджоникидзе».
Приказом наркома тяжёлой промышленности Серго Орджоникидзе от 23 марта 1934 года руководство авиазавода было проинформировано о том, что вскоре ему предстоит наладить производство нового истребителя И-16: «Решением правительства на авиазавод № 21 во второй половине 1934 года возложена важнейшая задача — перестроить производственную деятельность, обеспечив массовый выпуск более сложных машин». В 1934 году началось производство скоростного истребителя И-16. Первые образцы И-16 испытывал Герой Советского Союза Валерий Чкалов (шеф-пилот завода с 1934 по 1938 гг.)

### 1941—1945 годы
В ноябре 1940 года на заводе было создано ОКБ-21. 23 ноября 1940 году приказом НКАП начальником ОКБ был назначен Семён Алексеевич Лавочкин. Под его руководством на заводе был внедрён в производство и усовершенствован ЛаГГ-3, созданы истребители Ла-5, Ла-5ФН, Ла-7. Эти самолёты производились в годы Великой Отечественной войны. Во время войны завод поставил на фронт 17 691 самолёт, то есть каждый четвёртый истребитель, изготовленный заводами СССР.
В октябре 1945 года С. А. Лавочкин был переведён начальником ОКБ-301 в Химки Московской области. Начальником ОКБ-21 был назначен бывший заместитель Лавочкина по ОКБ — Алексеев. В 1948 году ОКБ-21 было ликвидировано.

### 1945—1992 годы
C 1947 по 1951 на заводе серийно производился истребитель Ла-11.
В 1948—1949 годах на заводе выпускался первый серийный реактивный истребитель Ла-15, созданный ОКБ-301 под руководством С. А. Лавочкина (построено 189 самолётов).
В 1949 году завод начал сотрудничество с ОКБ-155 под руководством А. И. Микояна. До сегодняшнего дня НАЗ «Сокол» известен как производитель МиГов.
С 1949 по 1952 год на заводе производился истребитель МиГ-15бис (построено 1784 самолёта) и его разведывательный вариант МиГ-15Рбис (построено 364 самолёта).
С 1952 по 1954 год завод производил истребитель МиГ-17.
С 1955 по 1957 год завод производил МиГ-19, первый советский серийный сверхзвуковой истребитель.
В 1959 году был начат серийный выпуск сверхзвукового с М = 2 истребителя МиГ-21, общий выпуск которого по всем заводам составил около 14 000 машин.
С 1969 по 1985 — производство истребителя-перехватчика (скорость 3000 км/ч) МиГ-25 — первого в истории авиации цельносварного самолёта.
С 1979 года — производство тяжёлого дальнего перехватчика МиГ-31.
С 1984 года — производство учебно-боевого МиГ-29УБ.

### 1992—2024 годы
НАЗ «Сокол» за годы своей работы произвёл около 13500 самолётов, которые поставлялись более чем в 30 стран.

В 1994 году завод прошёл процесс приватизации и получил наименование Открытое акционерное общество «Нижегородский авиастроительный завод „Сокол“».

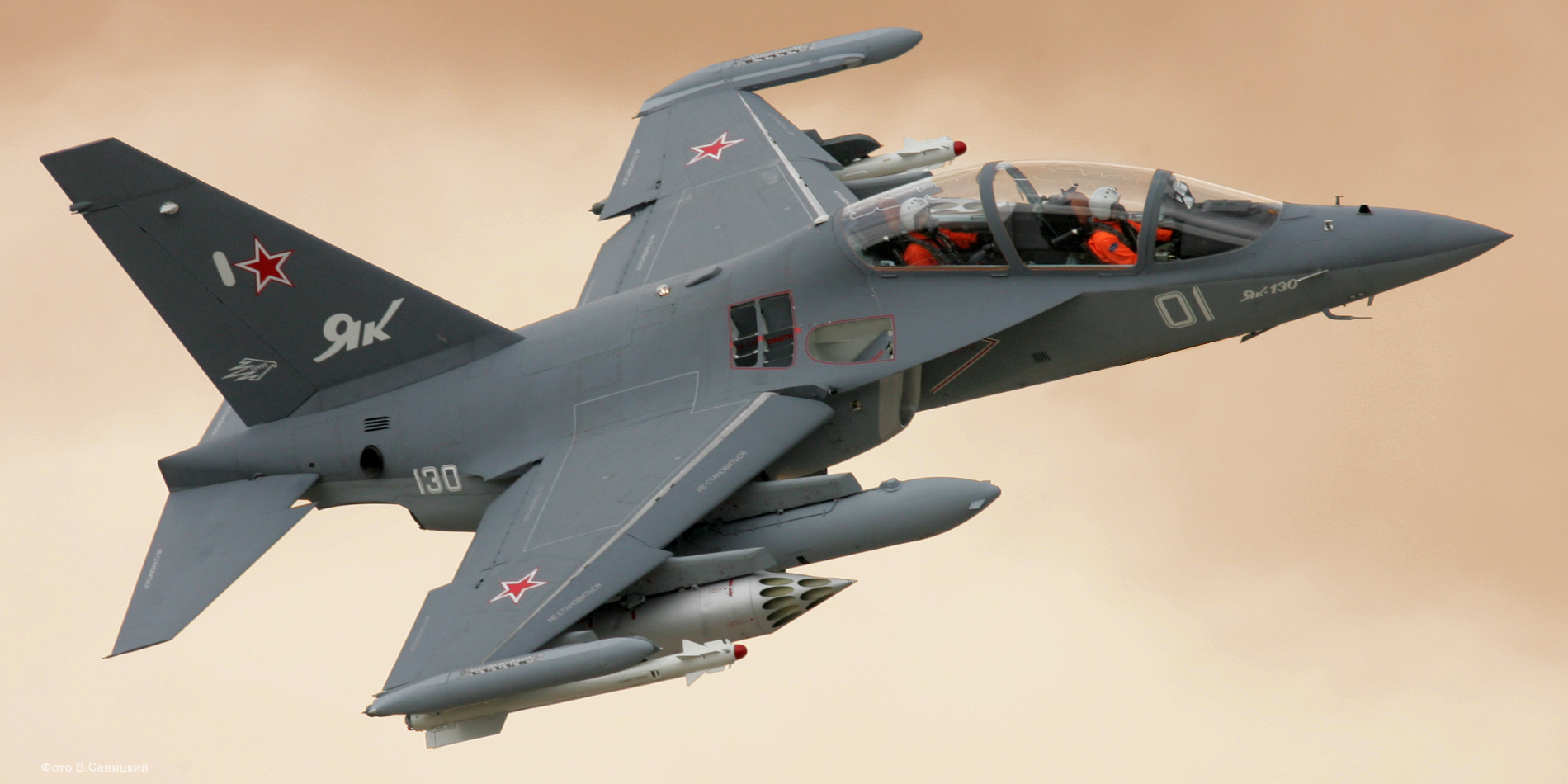
Як-130

В начале 2008 года было объявлено о текущей деятельности и планах организации по завершении подготовки к серийному выпуску самолётов Як-130 в конце 2008 года по заказу Минобороны России и освоению производства нового истребителя МиГ-35, разработки РСК МиГ. По заявлению представителя ОАК Алексея Фёдорова, Нижегородский авиазавод «Сокол» станет базовой площадкой для производства МиГ-35. Производство должно было начаться на рубеже 2009-2010 годов.
В сентябре 2009 года начался обмен обыкновенных и привилегированных акций завода на акции ОАО «ОАК» в соотношении 1:157.
8 мая 2013 года летно-испытательному комплексу Нижегородского авиастроительного завода «Сокол» исполнилось 75 лет. На аэродроме завода состоялось авиационное шоу с участием различных типов самолётов. На стоянках аэродрома была устроена выставка самолётов производства "НАЗ «Сокол» — МиГ-21, МиГ-25, МиГ-31 и техники для их обслуживания. Недавно на аэродроме выполнен капитальный ремонт взлётно-посадочной полосы и проведены работы по оснащению современным радиотехническим оборудованием с автоматизированной системой отображения воздушной обстановки.
В настоящее время важнейшим направлением работы предприятия является производство деталей и агрегатов для гражданской авиационной техники.
С 2020 года ведется производство отсеков фюзеляжей самолета Ил-114-300. Осваивается производство деталей и агрегатов самолета МС-21.
На заводе реконструированы основные производства. Продолжается техническое оснащение цехов новым оборудованием. Активно идут работы по совершенствованию производственной системы с использованием технологий «бережливого производства», целью которых является снижение затрат и издержек за счет оптимальной организации производственного процесса. 

### История руководства
- 1929—1931 годы — директор Вальтер, начальник строительства Муратов, А. М.
- 1931—1932 годы — директор Семёнов, Александр Григорьевич, начальник строительства Безруков, Павел Иванович
- 1933—1938 годы — директор Мирошников, Евгений Иванович (арестован и расстрелян)
- 1938 год — директор Сухарев, А. С.
- 1938 год — директор Голубков, П. Н.
- 1939—1941 годы — директор Воронин, Василий Павлович
- 1941—1942 годы — директор Гостинцев, Александр Фёдорович
- 1942—1947 годы — директор Агаджанов, Сурен Иванович
- 1947 год — директор Григорьев, Г. М. (на время Авиационного дела)
- 1947—1952 годы — директор Агаджанов, Сурен Иванович
- 1952—1954 годы — директор Миндров, Евгений Иванович
- 1954—1970 годы — директор Ярошенко, Александр Ильич
- 1971—1974 годы — директор Силаев, Иван Степанович
- 1974—1986 годы — директор Геращенко, Александр Николаевич
- 1986—1998 годы — генеральный директор Помолов, Владимир Михайлович
- 1998—2002 годы — генеральный директор Панков, Василий Харлампьевич
- 2002—2009 годы — генеральный директор Шибаев, Михаил Ефимович
- 2009—2017 годы — генеральный директор Карезин, Александр Владимирович
- с 2018 года — директор Семенов, Владимир Михайлович

## Санкции
3 марта 2022 года, на фоне вторжения России на Украину, завод попал под санкции США в качестве ответа на «преднамеренную, неспровоцированную войну России против Украины», отмечая что «предприятие проектирует, разрабатывает и производит оружие, которое путинские военные используют для нападения на Украину».
19 октября 2022 года завод внесён в санкционный список Украины «в ответ на умышленное и неспровоцированное вторжение России в Украину». 11 апреля 2023 года завод попал под санкции Канады как организация «причастная к войне Путина». Также, в 2023 году, завод включён в санкционный список стран Евросоюза так как он проводит техническое обслуживание и модернизацию МиГ-31, которые «с ракетами "Кинжал" используются Вооруженными Силами России в агрессивной войне против Украины».
По аналогичным основаниям завод находится под санкциями Великобритании, Швейцарии, Австралии, Японии и Новой Зеландии.

## Продукция
- Отсеки фюзеляжа самолета Ил-114-300
- Детали и агрегаты самолета МС-21.

## Производственная кооперация[2]
- НОАО «Гидромаш»
- АО ПКО «Теплообменник»
- АО «Павловский машиностроительный завод „Восход“»
- ОАО «Арзамасский приборостроительный завод имени П. И. Пландина»